# William F. Marquat

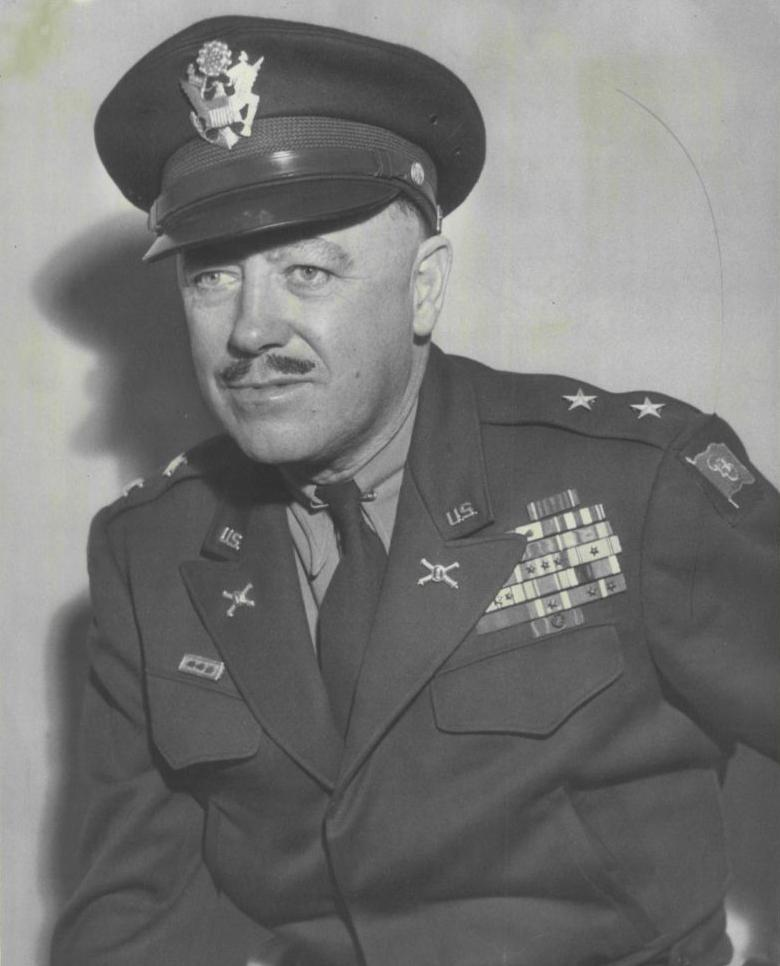
William F. Marquat als Major General

William Frederic Marquat (* 17. März 1894 in St. Louis, Missouri; † 29. Mai 1960 in Washington, D.C.) war ein US-amerikanischer Offizier, zuletzt Major General, und enger Vertrauter Douglas MacArthurs, unter dem er im Pazifikkrieg und im besetzten Nachkriegs-Japan diente.

## Leben
Über Marquats frühes Leben ist wenig bekannt. Er besuchte eine private High School in Seattle und arbeitete vor dem Ersten Weltkrieg als Journalist für die Seattle Times. 1916 kam er als Second Lieutenant der Nationalgarde zum Coast Artillery Corps und beendete den Krieg als Captain.

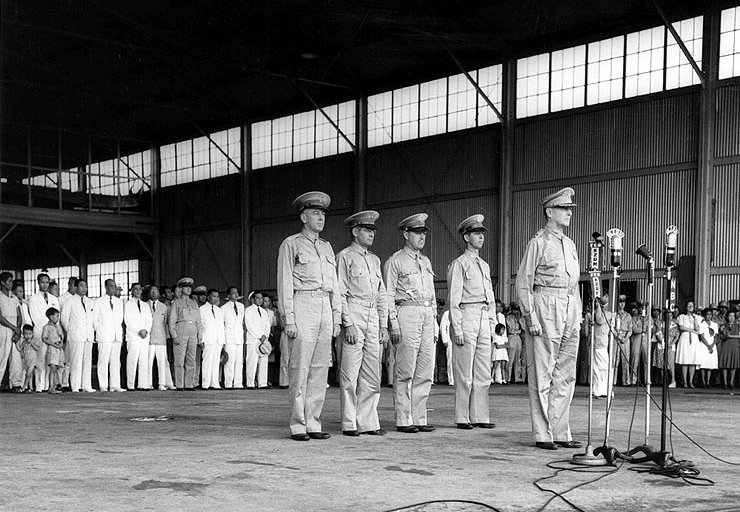
Marquat (hinter MacArthur, 3. v.l.) bei einer Zeremonie in Camp Murphy, Philippinen, 15. August 1941

Er besuchte ab 1933 die Command and General Staff School in Fort Leavenworth und diente ab 1938 als Major im Stab des Oberbefehlshabers auf den Philippinen, Douglas MacArthur. Bei Ausbruch des Pazifikkriegs war er Colonel und machte als MacArthurs Chef der Flugabwehr den Feldzug in Bataan mit. Aufgrund seiner gemeinsamen Flucht mit MacArthur von den Philippinen im März 1942 nach Australien und seiner engen Verbindung zu ihm für die weitere Dauer des Krieges wird er zu den Bataan Boys gezählt. Er diente als MacArthurs oberster Flugabwehr-Offizier und Kommandeur des 14th Anti-Aircraft Command unter anderem in den Schlachten um Neuguinea, die Bismarck-Inseln und bei der Rückeroberung der Philippinen. Im Januar 1943 erhielt er seine Beförderung zum Major General.
Nach der japanischen Kapitulation begleitete er den zum Supreme Commander for the Allied Powers (SCAP) ernannten MacArthur nach Japan und vertrat die Vereinigten Staaten zeitweilig im Allied Council for Japan, bis er im April 1946 in dieser Rolle von George Atcheson abgelöst wurde. Ende des Jahres 1945 wurde er als Nachfolger von Raymond Kramer zum Leiter der Economic and Scientific Section (ESS) der Besatzungsbehörde General Headquarters (GHQ) ernannt, einer der einflussreichsten Behörden der Besatzungsmacht. Er machte sie zu einer der erfolgreichsten Abteilungen des SCAP. Er blieb bis zum Ende der Besatzung sechseinhalb Jahre später in dieser Stellung, länger als jeder andere der Bataan Boys und länger als MacArthur selbst, der 1951 durch Präsident Truman entlassen wurde, und das, obwohl seine Qualifikation für den Posten eher dürftig war und er sich weitgehend auf seine Berater verließ. Sein Name wird oft in Verbindung mit dem geheimnisumwitterten „M-Fonds“ (engl. M-fund) genannt, einem primär aus vormaliger japanischer Kriegsbeute erwirtschafteten Fonds, mit dem unter anderem antikommunistische Aktivitäten in Japan finanziert worden sein sollen.
Nach seiner Rückkehr in die USA diente er von 1952 bis zu seiner Pensionierung 1955 als Chief of Civil Affairs and Military Government im Generalstab des US-Heeres. Er starb im Alter von 66 Jahren im Walter-Reed-Militärkrankenhaus und wurde auf dem Nationalfriedhof Arlington beerdigt.

## Auszeichnungen (Auswahl)
- Distinguished Service Cross (1942)
- Army Distinguished Service Medal (3×)
- Silver Star (2×)
- Air Medal